# 国等による環境物品等の調達の推進等に関する法律
国等による環境物品等の調達の推進等に関する法律（くにとうによるかんきょうぶっぴんとうのちょうたつのすいしんとうにかんするほうりつ、平成12年5月31日法律第100号）は、国などの公的機関が率先して再生品などの調達を推進し、環境負荷の低減や持続的発展が可能な社会の構築を推進することを目的としている法律である。略称はグリーン購入法。

## 内容
国が物品を購入する場合は、環境に配慮されたものを購入（グリーン購入）しなければならないとともに、国民や事業者へ教育活動や広報活動を通じて理解を深めることに努めることになっている。国は、グリーン購入の推進のために、「環境物品等の調達の推進に関する基本方針」を閣議決定している。
また、地方公共団体も国に準じて、グリーン購入に努めることになっている。事業者や国民は、努力規定となっているが、ISO 14000を認証取得しているなど、環境意識の高い事業者は、この法律に準じて、グリーン購入を進めているところが多い。

## 構成
- 第1条：目的
- 第2条：定義
- 第3条：国及び独立行政法人等の責務
- 第4条：地方公共団体及び地方独立行政法人の責務
- 第5条：事業者及び国民の責務
- 第6条：環境物品等の調達の基本方針
- 第7条：環境物品等の調達方針
- 第8条：調達実績の概要の公表等
- 第9条：環境大臣の要請
- 第10条：地方公共団体及び地方独立行政法人による環境物品等の調達の推進
- 第11条：環境物品等の調達の推進に当たっての配慮
- 第12条：環境物品等に関する情報の提供
- 第14条：国による情報の整理等

## 主務官庁
- 環境省